# بنفش بنفشه‌ها
بنفش بنفشه‌ها (به انگلیسی: Purple Violets) فیلمی محصول سال ۲۰۰۷ و به کارگردانی ادوارد برنز است. در این فیلم بازیگرانی همچون سلما بلر، پاتریک ویلسون، ادوارد برنز، دبرا مسینگ، دنیس فارینا، دانل لوگ، الیزابت ریسر، پیتر جکوبسن و بیل هیدر ایفای نقش کرده‌اند.